# 576 a.C.

## Eventos
- 51a olimpíada: Eratóstones de Crotona, vencedor do estádio.[1]